# Оглоблін Володимир Анатолійович
Оглоблін Володимир Анатолійович (рос. — Оглоблин Владимир Анатольевич; нар. 26 червня 1954) — фотограф, член Національної Спілки Фотохудожників України (з 1989), переможець національних та міжнародних фотоконкурсів.
Член Спілки Міжнародної асоціації професійних фотографів (з 2018 р.).
Автор 20 фотокниг та фотоальбомів.

Біографія:
Народився у місті Харків. Дитинство провів серед художників, які працювали в околицях Академічної дачі ім. І.Ю.Репіна (Тверська область), долучаючись до мистецтва і навчаючись пізнавати красу природи.
Пізніше, в Харкові, відвідує студію образотворчого мистецтва, віддаючи перевагу графічному малюнку.

На зміну графіці приходить захоплення археологією і краєзнавством. Закінчивши школу, вступає на історичний факультет Харківського Національного Університету імені В. Н. Каразіна, де і робить свої перші фотознімки (1978).

1978—1989 р.р. — «аматорська» епоха.
1990—2013 р.р. — професійна робота в галузі художньої та рекламної фотографії (рекламне агентство «Ірис»).
2014 - 2022 рр -Засновник Авторської фотошколи. м. Харків
 Член Спілки фотохудожників  України (з 1989 р.),  Член Спілки Міжнародної асоціації професійних фотографів (з 2018 р.). 
Веде активну виставкову діяльність.  Провів понад 30 персональних і декілька спільних виставок. Брав участь у фотовиставках у Празі (Чехія), Ризі (Латвія), Москва, С-Петербург (Росія),  Тарту (Естонія), Мюнхені, Нюрнбергу, Вольфсбургу, Айнбеку, Брауншвейгу (Німеччина), Гельсінках (Фінляндія), Ліллю, Парижі (Франція), Сінгапурі, Києві, Рівному, Івано-Франківську, Полтаві тощо.

Нагороди:
 - «Блакитна стрічка» FIAP на Міжнародному фотоконкурсі. Тбілісі. 2020 р.,
-  «Почесна стрічка міжнародного фотографічного Союзу» GPU за перемогу 
у 1 міжнародному конкурсі «Moldova ART FEST 2021», 
- Бронзова медаль на міжнародному конкурсі «Природа моєї країни» м. Київ, 2021 р.

## ФотоекспедіціЇ
1988 р. — Туркменістан (Кара-Куми), Архангельська область (оз. Кено)
1989 р. — Тува (оз. Азас, Верхів'я Єнісею, Монгун-Тайга, оз. Кунгуртук), Фанські гори
1990 р. — Середня Азія (Кизил-Куми, Самарканд, Бухара, Хіва, Ургенч), Алтай (сплав по р. Катунь), Приполярних Урал (верхів'я р. Кась-Ю, вершина Манарага)
1991 р. — Арктика (Земля Франца-Йосипа), Таймир (Плато Путорана)
1992 р. — Тянь-Шань (Західний і Центральний)
1994 р. — Якутія, Колима (оз. Джека Лондона, хребет Черського, р. Індігірка)
1995 р. — Якутія, Колима (оз. Лабинкир, верхів'я р. Колими, Оймяконський р-н)
1996 р. — Якутія, Колима (золоті копальні, р. Мома, хребет Черського), Карелія (Онезьке озеро, Кижи)
1997 р. — приполярний Урал (вершина Дзвін, долина р. Пивсян-Шор)
1998 р. — Біле море (Соловецькі острови)
1999 р. — Карпати (Верховинський і Косівський р-ни)
2000 р. — Карелія (Національний парк Водлозеро), Архангельська область (оз. Луза)
2001 р. — Карелія (р. Ілекса, Водлозеро), Франція (м. Лілль, м Париж)
2002 р. — Чукотка (мис Дежньова, Берингову протоку, затоку Лаврентія, бухта Провидіння, заливши Хреста)
2003 г. — Карпати, Карелія (Національний парк Водлозеро, Біле море, Помор'я), Гірський Алтай (Сумультінскій хребет, оз. Уймень)
2004 р. — Карпати, Крим, Харківська область (с. Нескучне)
2005 р. — Якутія, заповідник «Лєнські стовпи» (р. Лєна, р. Буотама, р. Синя)
2006 р. — Приполярний Урал (сплав по р. Кось-Ю, гірський Крим
2007 р. — гірський Крим, Карелія (Національний парк Водлозеро, Біле море, «Помор'є»)
2008 р. — Гірський Крим, Колима (Магаданська область), королівство Норвегія (Північні регіони: Фінмарк, Тромс)
2009 р. — Західна Сибір (Новий Уренгой), Якутія (Оймяконський район), Гірський Алтай (Чуйський тракт, р. Чуя, р. Катунь)
2010 р. — Західна Сибір (Тюменська область), Колима (Ольскій р-н, узбережжя Охотського моря)
2011 р. — Якутія (річка Лєна, від Витима до моря Лаптєвих, 3500км).
2012 р. — Якутія (м. Якутськ), м. Муром (Володимирська область), Поволжя (Пензенська обл. Тархани, Сканів жіночий монастир), Латвія.
2013 р. – Колима (м. Магадан), Західна Сибир.
2014 р. – Латвія,  Грузія, Колима            
2015 р.  – Латвія,  Таджикистан, Грузія, Китай.
2016 р. -   Грузія (Сванетія).
2017 р. – Грузія, Туреччина
2018 р.-  Грузія, Франція, Марокко, Туреччина (Каппадокія)
2019 р. – Грузія, Марокко, Туреччина, Румунія, Чехія, Ісландія
2020 р. – Грузія, Польща, Ісландия
2021 р. Туреччина, Грузія, Угорщина
Публікації:
«Альманах Фото-89» Москва, изд-во «Планета», 1989; «Элегия» Москва, изд-во «Планета»,1991; «Золотая Колыма», Москва, изд-во «Пента», 1996; Магаданская область», Москва, изд-во «Пента»,1998; «Наедине», Харьков, РА «Ирис», 2004; «Прогулки по Харькову», Харьков, изд-во РА «Ирис», 2004;
«Россия прекрасная», Москва, изд-во «Пента», 2006; «Золотое Оймяконье», 2007; «Ленские столбы», Москва, изд-во «Пента», 2007; «Там, где рождается день. Магадан», Москва, изд-во «Книга-Пента», 2009; «Урай. Ключ к Сибирской нефти», Москва, 2010; «Новый Уренгой. Газовая столица России», Москва, 2011; «Лена. Жизнь великой реки», Москва, 2012, «Улицы Магадана», Москва, 2013, «Час Федецького», Харьков, 2019
Журналы: «Огонёк», «Смена», «Отечество», «Digital Photographer» и др.
Громадська діяльність:
Ініціював відкриття музею художниці Зінаїди Серебрякової у селі Нескучне, Харківської області. Разом з іншими ентузіастами займається поповненням експозиції музею.
30 років займається пошуками і вивченням старих фотознімків 19-20 століть, зокрема фотографів Альфреда Федецького та Олексія Іваницького. У січні-лютому 2018 року організував спільно з Посольством Польщі в Україні велику фотовиставку «Час Федецького».
- Лауреат муніципальної премії в галузі мистецтва «Людина року» (2004)
м. Харків
- Переможець обласного конкурсу «Народне визнання – 2008 р.».  Харківська область. 
- Лауреат «Премії ім. О.С.Масельского в області культури, та мистецтва».
  м. Харків - 2012 р.

         Учасник багатьох фотоекспедицій : Африка (Мароко), Ісландія, Туреччина, Чехія, Китай, Румунія, Норвегія, Грузія, Латвія, Угорщина,  Арктика (Земля Франца-Йосипа ), пустелі:  Каракуми, Кизилкуми (Середня Азія), гірський масив Тянь-Шань, Якутія, Колима, Чукотка .
        Видано понад 30 книг та фотоальбомів, серед  яких «Прогулянки Харковом» (2004), «Час Федецького» (2019) та багато інших.   